# Frederik Christian Schønau
Frederik Christian Schønau (også Skønau, født 1773 i København, døbt 12. januar, død 28. februar 1829 i Lemvig) var en dansk byfoged og godsejer.
Han var søn af skriver, senere postmester i Hobro Johan Frederik Schønau (ca. 1737-1799) og Mette Christine Obenhausen (født ca. 1752). Han tog studentereksamen fra Viborg Skole 1791 og var derefter i fem år lærer ved samme skole, samtidig med at han fortsatte sine egne studier. 1797 blev han juridisk kandidat og fik året efter beskikkelse som overretsprokurator i Viborg. 1802 blev han byfoged i Lemvig samt herredsfoged i Skodborg og Vandfuld Herreder. 1809 blev han titulær justitsråd. Under krigen med englænderne var han tillige overbefalingsmand ved kystmilitsen og blev titulær kaptajn. Både før og navnlig efter at han var kommet til Lemvig, beskæftigede han sig i årene 1806 til 1818 meget med ejendomshandler og var til forskellige tider ene- eller medejer af hovedgårdene Kølbygård i Thy, Rammegård, Nørre Holmgård, Herpinggård, Pallisbjerg og en del af Rysensteen m.v., alt i Ringkøbing Amt. Han var således en af periodens "herregårdsslagtere".
Hvad der især interesserede ham ved disse ejendomsbesiddelser, var opdyrkningen af rå jorder, og på de forskellige gårde, som i kortere eller længere tid var i hans eje, anlagde han parceller på hedejord, hvilke han i reglen gav navn efter sine døtre: Sophielyst, Emilielyst, Nicolinesgård osv. Ligeledes søgte han ved sit eksempel at vække interesse for træbeplantning, havedyrkning, dræning osv., ligesom han i sin embedsvirksomhed viste særlig omhu for vejvæsenet.
Han havde 26. maj 1800 i Viborg ægtet Christiane Sophie Petrine von Schaumburg (døbt 23. november 1784 i Rendsborg - 12. september 1831 i Lemvig), datter af generalkrigskommissær Leopold Heinrich von Schaumburg (1743-1816, gift 2. gang 1802 med Elisabeth Dorothea Werner, 1772-1860) og Dorothea Christiane Louise Frieboe (1763-1792).